# Sandviken

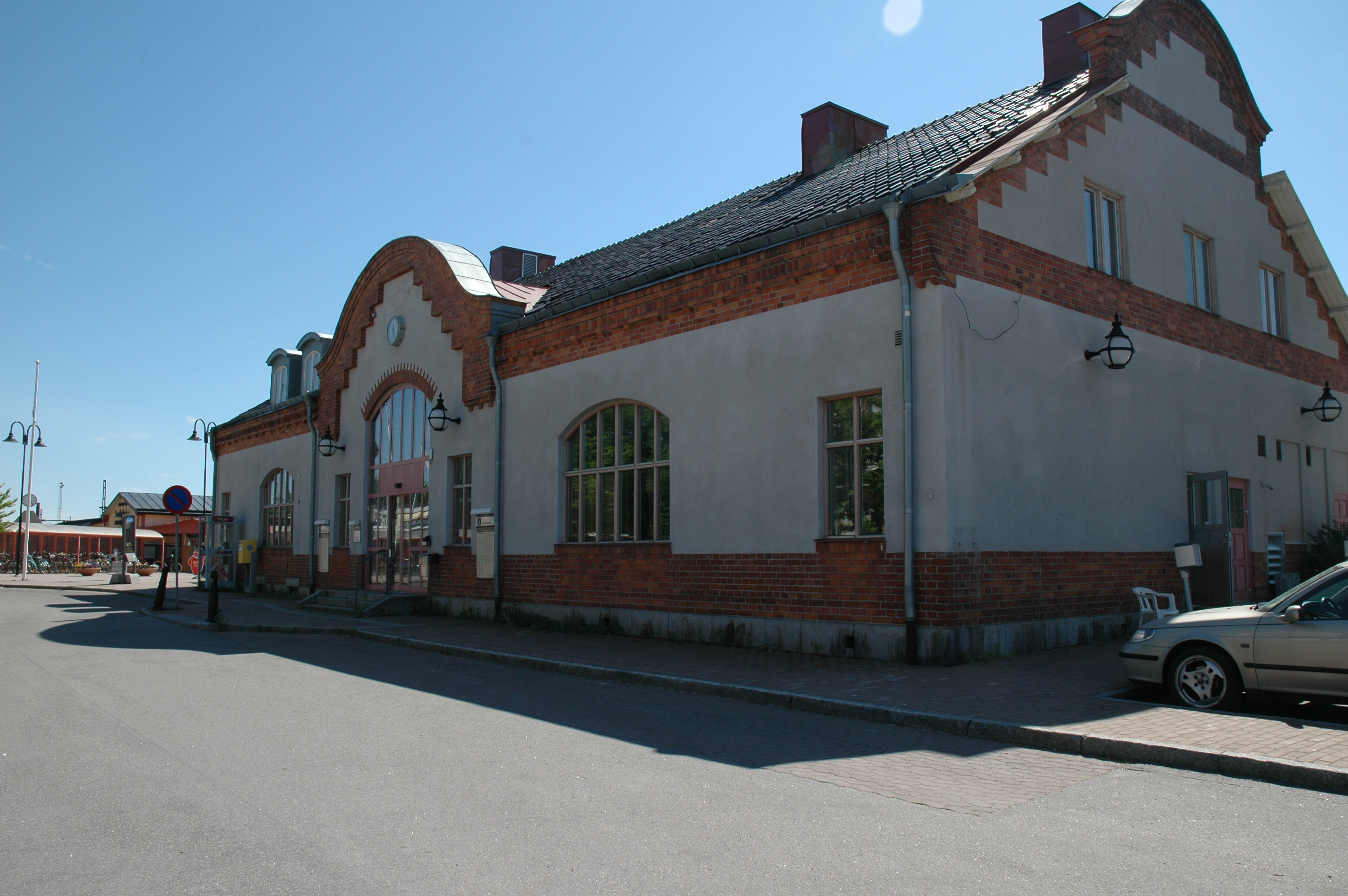
Gara

Sandviken este un oraș în Suedia.

## Demografie
| \| Evoluția demografică a zonei urbane Sandviken, 1970–2015 \| Evoluția demografică a zonei urbane Sandviken, 1970–2015 \| Evoluția demografică a zonei urbane Sandviken, 1970–2015 \| Evoluția demografică a zonei urbane Sandviken, 1970–2015 \| Evoluția demografică a zonei urbane Sandviken, 1970–2015 \| \| --------------------------------------------------------------------------------------- \| -------------------------------------------------------- \| -------------------------------------------------------- \| -------------------------------------------------------- \| -------------------------------------------------------- \| \| An \| \| \| Locuitori \| \| \| 1970 \| 1970 \| \| 28.410 \| 28.410 \| \| 1975 \| 1975 \| \| 27.994 \| 27.994 \| \| 1980 \| 1980 \| \| 27.903 \| 27.903 \| \| 1990 \| 1990 \| \| 25.360 \| 25.360 \| \| 1995 \| 1995 \| \| 24.529 \| 24.529 \| \| 2000 \| 2000 \| \| 23.028 \| 23.028 \| \| 2005 \| 2005 \| \| 22.574 \| 22.574 \| \| 2010 \| 2010 \| \| 22.965 \| 22.965 \| \| 2015 \| 2015 \| \| 24.724 \| 24.724 \| \| Sursa: SCB - Statistika Centralbyrån, Folkmängden per tätort. Vart femte år 1960 - 2016 \| \| \| \| \| |      |  |           |        |
| Evoluția demografică a zonei urbane Sandviken, 1970–2015 |      |  |           |        |
| An |      |  | Locuitori |        |
| 1970 | 1970 |  | 28.410    | 28.410 |
| 1975 | 1975 |  | 27.994    | 27.994 |
| 1980 | 1980 |  | 27.903    | 27.903 |
| 1990 | 1990 |  | 25.360    | 25.360 |
| 1995 | 1995 |  | 24.529    | 24.529 |
| 2000 | 2000 |  | 23.028    | 23.028 |
| 2005 | 2005 |  | 22.574    | 22.574 |
| 2010 | 2010 |  | 22.965    | 22.965 |
| 2015 | 2015 |  | 24.724    | 24.724 |
| Sursa: SCB - Statistika Centralbyrån, Folkmängden per tätort. Vart femte år 1960 - 2016 |      |  |           |        |